# Leão Lopes
Leão Lopes, (Porto Novo,  Santo Antão, Cabo Verde, 1948), é um realizador de cinema, escritor, artista plástico e professor cabo-verdiano. 
Como cineasta, destacou-se pela realização da primeira longa-metragem de ficção cabo-verdiana, O Ilhéu de Contenda (1996), baseado no romance homónimo de  Teixeira de Sousa. É também autor de vários documentários, entre os quais se destacam Bitú (2009) e São Tomé - Os Últimos Contratados (2010).
Em 1979 fundou, no  Mindelo, a  ONG AtelierMar, dedicada à formação e capacitação cultural e ao desenvolvimento local, que ainda preside.
Foi Ministro da Cultura e Comunicações do Governo de Cabo Verde durante a legislatura de Carlos Veiga (1991-2000) e é, presentemente, deputado à Assembleia Nacional de Cabo Verde, eleito pelo partido MpD.
Fundou, na Cidade do  Mindelo, o Instituto Universitário de Arte, Tecnologia e Cultura (M_EIA), onde desempenha as funções de reitor e professor.

## Carreira Académica
Depois de concluídos os estudos secundários em Cabo Verde, Leão Lopes rumou a Lisboa, onde se diplomou em Pintura pela Escola Superior de Belas-Artes de Lisboa. Em França, doutorou-se pela pela Universidade de Rennes II, com uma tese sobre o escritor cabo-verdiano Baltazar Lopes.
Actualmente, acumula a reitoria do Instituto Universitário de Arte, Tecnologia e Cultura (M_EIA) com a docência em várias disciplinas, incluindo uma Pós-Graduação em Cinema e Audiovisual. 

## Visão Artística
A sua visão artística é uma expressão das vivências cabo-verdianas, particularmente da sua terra natal, a Ilha de Santo Antão. 
Sendo um artista pluridisciplinar, Leão Lopes rejeita frequentemente os rótulos das várias áreas de actuação. Citando uma entrevista na revista NosGenti: Nunca vesti a farda de escritor ou de artista plástico. Para mim a arte é ampla, e encontra-se sustentada por várias disciplinas de expressão artística, independentemente da sua especificidade.  Abordo a arte, não no plural, mas única e exclusivamente no singular. Os suportes que melhor me permitem expressar, independentemente da área, são os que no momento elejo .

## Filmografia

### Longas Metragens
- O Ilhéu de Contenda, 1995

### Documentários
- Os Últimos Contratados, 2009
- Bitú, 2010

## Obra Publicada
- Unine, 1998, Contos
- O contexto jurídico dos media em Cabo Verde, 1998, Ensaio
- Baltasar Lopes: 1907-1989, 2002, Dissertação Doutoral
- Capitão Farel: A Fabulosa História do Capitão Farewell, o Pirata de Monte Joana, 2009, Infanto-Juvenil
- Baltasar Lopes: um homem arquipélago na linha de todas as batalhas, 2011, Ensaio

### Em colaboração
- Santo Antão: alguns olhares, 1984
- A partilha do indivisível: imagens dos objectivos do Milénio, 2006
- Ejercicios poéticos: Exercícios poéticos, 2010
- A História de Blimundo, Dima, o passarinho que criou o mundo: mitos, contos e lendas dos países de língua portuguesa, 2013, Contos